# روبن توليدو
روبن توليدو (بالإنجليزية: Ruben Toledo)‏ هو مصمم أمريكي، ولد في 1961.